# Limba amharică
Limba amharică își are originea în limba gî'îz, care în actualitate este o limbă moartă, rămânând o limbă liturgică pentru ortodocșii etiopieni, fiind o ramură sud-vestică a limbilor semitice. Limba amharică este limba oficială a Etiopiei, dar limbă maternă doar pentru locuitorii din regiunea de nord și cea centrală a acestei țări, acolo unde în mod tradițional locuiesc amharii, populație de la care își trage și numele.
În Etiopia există 17,4 milioane de vorbitori ai limbii.În afara granițelor actuale ale Etiopiei există 2,7 milioane de vorbitori în Egipt, Israel, Suedia și Eritreea. Este cea de-a doua cea mai mare limbă semitică după limba arabă și înaintea limbilor tigrina și ebraică. 

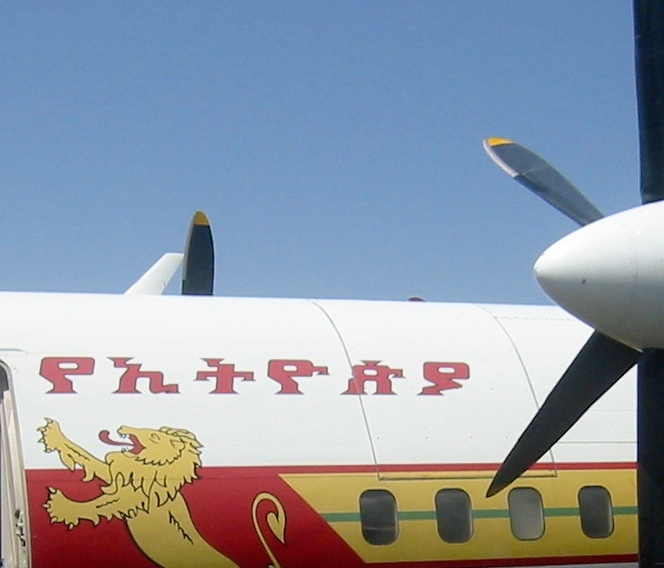
Cuvinte în amharică pe un avion

Forma scrisă a limbii se realizează folosind alfabetul abugida adaptat. Acest alfabet s-a folosit pentru scrierea limbii gî'îz.
Adepții mișcării Rastafari învață această limbă pentru că o consideră sfântă.

## Vocabular de bază
- Bună ziua: ëndemën aderu
- Bună seara: dehna yideru
- Salut: selam/tadiyaas
- Pa: t‘eanast‘ëllën
- Te rog: ëbakon
- Mulțumesc: amesegënallô
- Mulțumesc frumos: bet‘am amesegënallô
- Cu plăcere: ënkwan dehna met‘u
- Pardon: yik‘ërta
- Îmi pare rău: aznallô
- Da: awo
- Bine ați venit : selam
- Înțelegeți?: gebbawot?
- Înțeleg: gebëtonyal
- Nu înțeleg: algebanyëm
- Sunteți bine?: dehna näwot?
- Bine!: dehna!
- Cum vă numiți? : sëmëwot man nô?
- Mă numesc... : sëme... nô.
- De unde sunteți? : kä yet agär näwot?
- Ce vârstă aveți?: ëdmeawot sëntë now?
- Am ... ani: amete ... nô.
- 1: ande
- 2: hulet
- 3: sost
- 4: arat
- 5: ammist
- 6: siddist
- 7: sebat
- 8: semment
- 9: zetegn
- 10: asir
- 11: asra ande
- 12: asra hulet
- 13: asra sost
- 14: asra arat
- 15: asra ammist
- 16: asra siddist
- 17: asra sebat
- 18: asra semment
- 19: asra zetegn
- 20: haya
- 21: haya ande
- 30: selasa
- 40: arba
- 50: hamsa
- 60: selesa
- 70: seba
- 80: emanya
- 90: zetena
- 100: meto
- 1.000: shee
- 1.000.000: meelyon

## Bibliografia

### Dicționare
- Abbadie, Antoine d' (1881) Dictionnaire de la langue amariñña. Actes de la Société philologique, t. 10. Paris.
- Amsalu Aklilu (1973) English-Amharic dictionary. Oxford University Press.  ISBN 0-19-572264-7
- Baeteman, J.-É. (1929) Dictionnaire amarigna-français. Diré-Daoua
- Gankin, É. B. (1969) Amxarsko-russkij slovar'. Pod redaktsiej Kassa Gäbrä Heywät. Moskva: Izdatel'stvo `Sovetskaja Éntsiklopedija'.
- Guidi, I. (1901) Vocabolario amarico-italiano. Roma.
- Guidi, I. (1940) Supplemento al Vocabolario amarico-italiano. (compilato con il concorso di Francesco Gallina ed Enrico Cerulli) Roma.
- Kane, Thomas L. (1990) Amharic-English Dictionary. (2 vols.) Wiesbaden: Otto Harrassowitz.  ISBN 3-447-02871-8
- Leslau, Wolf (1976) Concise Amharic Dictionary. (Reissue edition: 1996) Berkeley and Los Angeles: University of California Press.  ISBN 0-520-20501-4
- Täsämma Habtä Mikael Gəṣṣəw (1953 Ethiopian calendar) Käsate Bərhan Täsämma. Yä-Amarəñña mäzgäbä qalat. Addis Ababa: Artistic.
- Laura Lykowska (1998) Gramatyka jezyka Amharskiego Wydawnictwo Akademickie Dialog.